# TELES
TELES Aktiengesellschaft Informationstechnologien es un oferente de soluciones de comunicación para operadores de telefonía y empresas. Sus soluciones están instaladas en más de 300 operadores de redes y empresas a nivel mundial. El conjunto de la oferta de TELES AG cubre desde soluciones para suscriptores, reemplazo de redes e infraestructura de redes hasta conmutación de redes.

## Historia
La empresa fue fundada en 1983 por Sigram Schindler en Berlín bajo la razón social «TELES GmbH» en estrecha cooperación con la Universidad Técnica de Berlín (TU Berlin). Hasta 1988 representó Schindler como docente el campo de las telecomunicaciones en la Universidad Técnica de Berlín. En 1997, Schindler fue elegido por la revista Manager Magazin el «Ejecutivo de Alta Tecnología del año 1997». En 1999 adquirió TELES la cadena comercial Gravis, en esa época el comercializador de Apple más grande de Alemania, cuya participación fue progresivamente vendida hasta 2013. La entonces filial STRATO AG fue vendida en 2005 a la empresa «freenet AG».

## Soluciones
Como soluciones de la empresa se cuentan
- IP Centrex/Managed Cloud Services
- Business Trunking
- Interconnection
- Wholesale Trading
- Soluciones de suscriptores
- Mobile Centrex
- Business Continuity

## Productos y servicios
- VoIP Gateways
- Mobile Gateways
- Softswitches
- Application Server

## Índices y organización

### Índices
| Año Fiscal | Ventas en millones de euros | Beneficio antes de intereses e impuestos (EBIT) |
| ---------- | --------------------------- | ----------------------------------------------- |
| 2010       | 16,021                      | -14,029                                         |
| 2011       | 12,037                      | -4,986                                          |
| 2012       | 12,366                      | -3,303                                          |
| 2013       | 10,701                      | -1,136                                          |

(Fuente: Informe anual de los años corrspondientes)

### Junta directiva
La junta directiva de TELES AG se compone actualmente de dos integrantes (A 29 de agosto de 2014):
- Prof. Dr.-Ing. Sigram Schindler, director general/presidente de la Junta Directiva
- Oliver Olbrich, director de Operaciones

### Consejo de Administración
El Consejo de Administración de TELES AG tiene actualmente 3 integrantes (A 29 de agosto de 2014):
- Prof. Dr. Walter L. Rust (Presidente)
- Prof. Dr. Radu Popescu-Zeletin
- Prof. Dr. Dr. Thomas Schildhauer

### Accionistas principales:[4]
El accionista individual más grande ha sido yes el fundador de la empresa, Prof. Dr. Ing. Sigram Schindler.
| Participación | Accionista                                    |
| ------------- | --------------------------------------------- |
| 57,09 %       | Sigram Schindler Beteiligungsgesellschaft mbH |
| 1,46 %        | Sigram Schindler Stiftung                     |
| 0,06 %        | Prof. Dr.-Ing Sigram Schindler (privat)       |
| 41,39 %       | Otros                                         |